# Mikael Birkkjær
Mikael Birkkjær, född 14 september 1958 i Köpenhamn, är en dansk skådespelare.
Birkkjær utbildades vid skådespelarskolan vid Odense Teater där han var färdig 1985. Han har varit med i ett antal filmer och TV-serier som: Krönikan, Sommer, Brottet II Borgen och Bron. 2018 var han med i Sthlm Rekviem.
Han har tidigare varit gift med Tammi Øst.